# Livingstonites
Livingstonites, monotipski fosilni rod pravih mahovina čija pripadnost porodici i redu još nije poznata. Vrsta je otkrivena na otoku Livingston na Antarktiku i nazvana je Livingstonites gabrielae.
Rod i vrsta opisani su 2011.